# كويزومي ياكومو
كويزومي ياكومو (باليابانية: 小泉 八雲) واسمه الحقيقي باتريك لافاكديو هيرن (بالإنجليزية: Patrick Lafcadio Hearn)‏ هو كاتب ياباني من أصل ايرلندي يوناني ولد في يوم 27 يونيو 1850 في ليفكادا في اليونان لأب أيرلندي وأم يونانية. نشأ في أيرلندا وثم هاجر إلى الولايات المتحدة وثم انتقل إلى اليابان واستقر هناك. تأثر هيرن بالثقافة اليابانية واشتهر هيرن بكتاباته عن الثقافة وترجم قصص الارواح والأشباح وألف كتاب كوايدن: قصص ودراسات الأشياء الغريبة. تزوج من امراة يابانية وأنجبت له أربعة أبناء واعتنق البوذية وتوفي في يوم 26 سبتمبر 1904.